# لیک واککماو (کارولینای شمالی)
لیک واککماو (به انگلیسی: Lake Waccamaw) شهری در ایالت کارولینای شمالی کشور ایالات متحده آمریکا است که جمعیت آن در سرشماری سال ۲۰۱۰ میلادی، ۱٬۴۸۰ نفر بوده‌است.